# Kempten ZH
| ZH ist das Kürzel für den Kanton Zürich in der Schweiz. Es wird verwendet, um Verwechslungen mit anderen Einträgen des Namens Kempten zu vermeiden. |

Kempten ist ein Ortsteil der Zürcher Oberländer Gemeinde Wetzikon im Bezirk Hinwil im Kanton Zürich. Mundartnamen: Chänte, Chämte.
Die heutige politische Gemeinde Wetzikon besteht aus den einstigen Zivilgemeinden Robenhausen, Robank, Kempten, Ettenhausen, Ober- und Unterwetzikon sowie dem Ortsteil Medikon.

## Geschichte

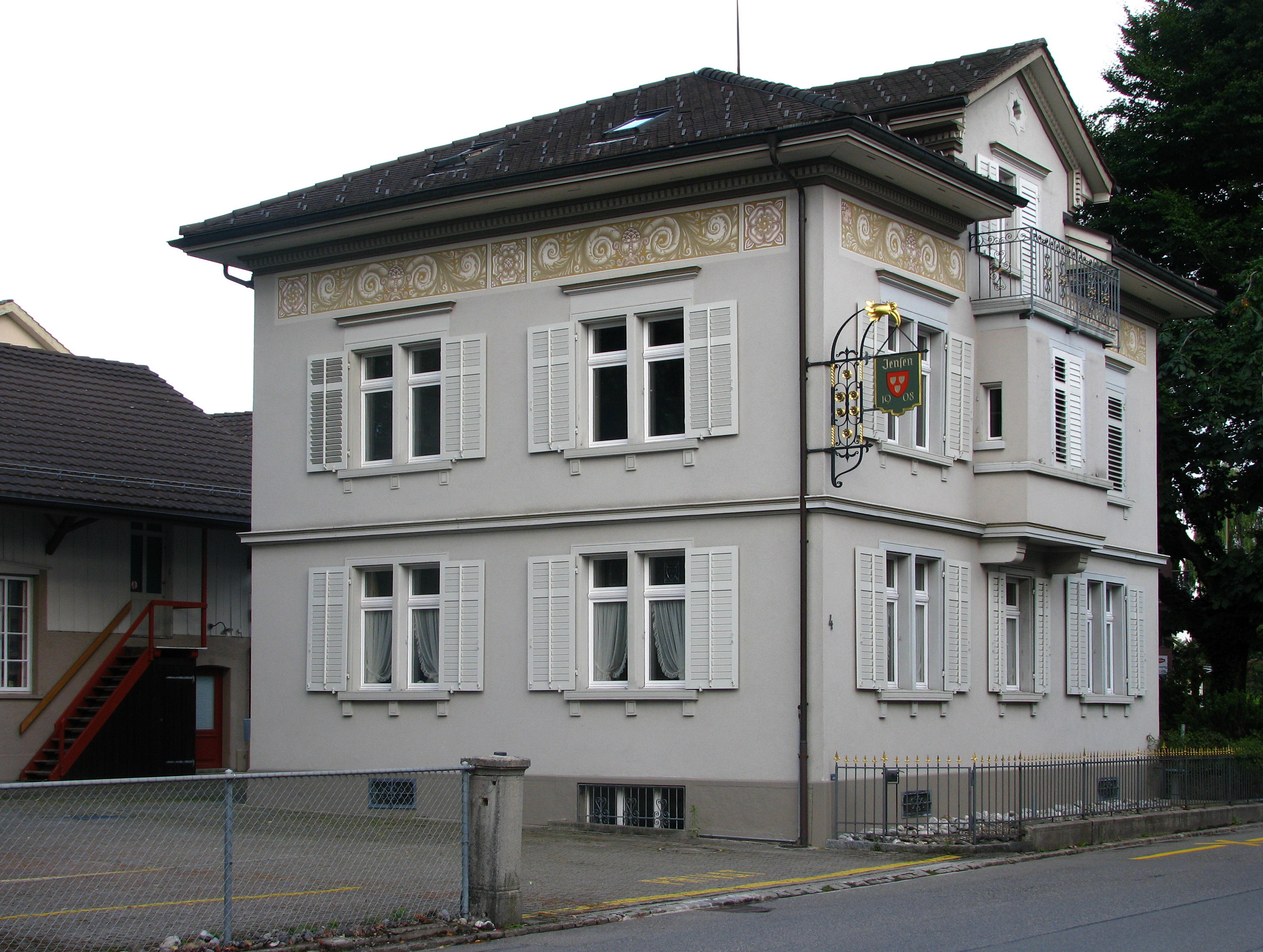
Malermuseum

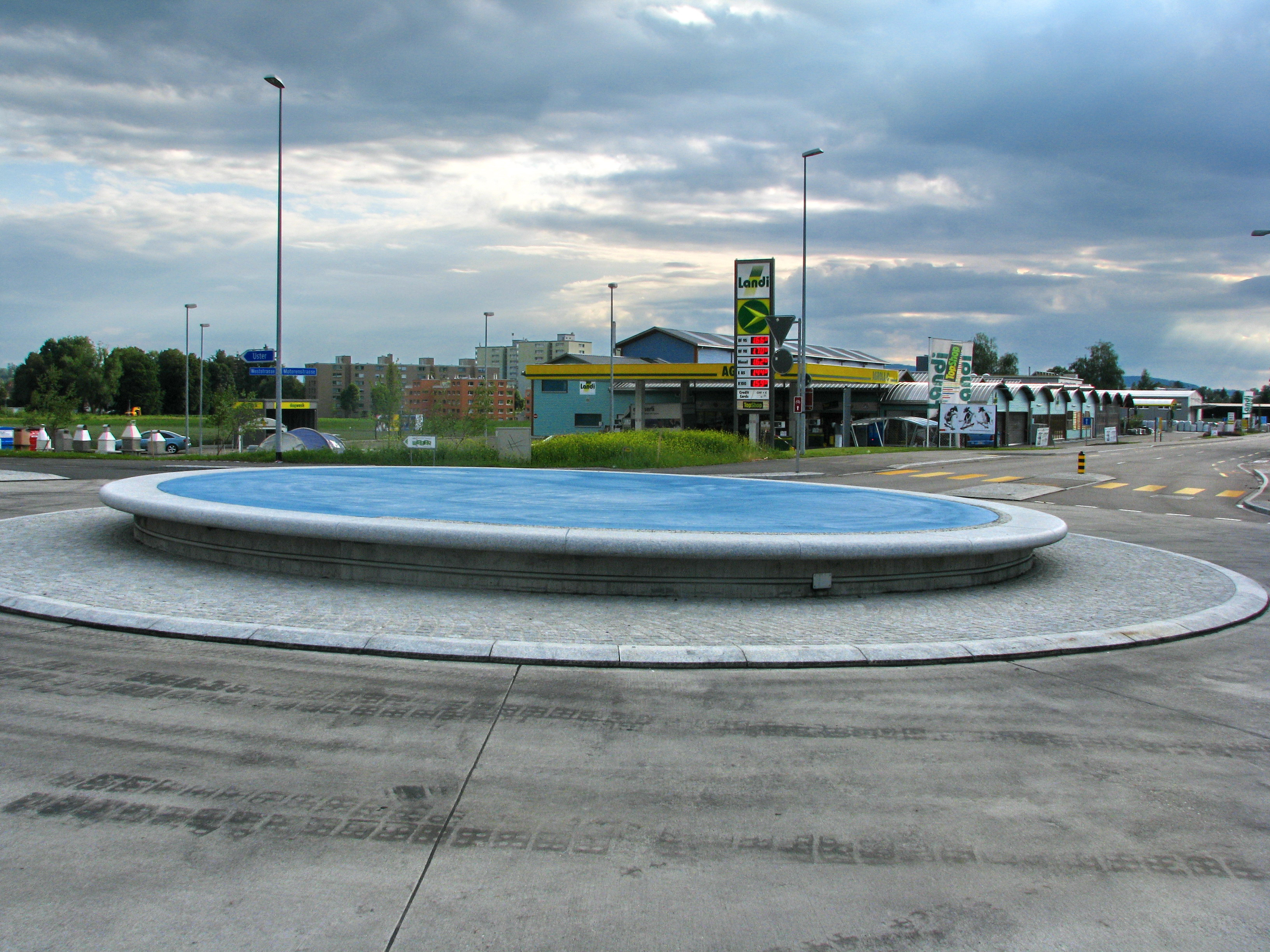
Industriegebiet

Luftbild von Oberwetzikon in Richtung Kempten (1961)

Die römischen Mauern in Kempten (lat. Cambodunum) konnten aufgrund der Untersuchungen als Gutshof identifiziert werden. Dieser lag an der Verbindungsstrasse, die den oberen Zürichsee mit Vitudurum (heute Oberwinterthur) verband. Die Siedlung wurde um 50 n. Chr. gegründet und bestand bis in die erste Hälfte des 4. Jh. Die Bewohner der Anlage dürften hauptsächlich vom Durchreiseverkehr profitiert haben (Herberge, Pferdewechselstation oder Gaststätte).
Bei der Notgrabung 1998–1999 bei einer Tankstelle an der Hinwilerstrasse kamen eine Bollenstein-Unterkofferung und Reste der Holzverkleidung eines Wasserbeckens zutage, wie es für den Portikus einer römischen Villa typisch war. Im gleichen Zeitraum wurden an der Hinwilerstrasse 11 aus den in einer Kellerauffüllung geborgenen Bruchstücken zwei römische Sandsteinsäulen fast vollstãndig zusammengesetzt, in die Aussparungen für das Einsetzen von Brüstungsbrettern eingelassen sind. Mit Fundbelegen an der Kindergartenstrasse 4–12, den obgenannten Funden und jenen an der Tösstalstrasse 20 verdichtete sich zusehends die Vermutung eines römischen Villen-Standortes in diesem Areal, zumal auch die Reste eines Portikus, eines Steinkellers mit den Fragmenten einer hölzernen Treppe und Holzdecke zutage kamen und im Lehmboden die Grabstätte eines Neugeborenen. Teile eines hypokaustierten Baderaums und Fragmente von bemaltem Wandverputz sprachen für eine Villa Rustica und rechtfertigten die Diskussion über eine partielle Konservierung der Fundstätte.
1321 verkaufte Graf Johannes von Habsburg die Vogtei über den Kelnhof Kempten an seinen Diener Hermann von Hinwil.
Die ehemalige hochgerichtliche Herrschaft Kempten gehörte zur Grafschaft Kyburg. Nach dem Aussterben der Gerichts- und Ortsherren – der Freiherren von Kempten – kam um 1400 die Herrschaft Kempten an Gaudenz von Hofstetten, durch dessen Tochter an die Familie Blarer von Wartensee. Mehrmals wurde die Herrschaft in Anteile zerstückelt und gelangte so in den Besitz verschiedener Familien. Um ca. 1629 gelangte ein Anteil der Herrschaft und Burg Kempten an die Junker Schmid von der Kugel, einem Adelsgeschlecht aus Zürich, die sich nach dem Erwerb als Junker Schmid von Kempten nach ihrem Besitz benannten. Auch in dieser Zeit wurde die Herrschaft mehrmals an verschiedene Familien aufgeteilt. Erst Junker Hans Schmid von Kempten († 1804) vereinigte alle Besitzanteile in einer Hand. Bis zur Auflösung der Gerichtsherrschaft Kempten 1798 blieb sie im Besitz der Adelsfamilie Schmid aus Zürich.

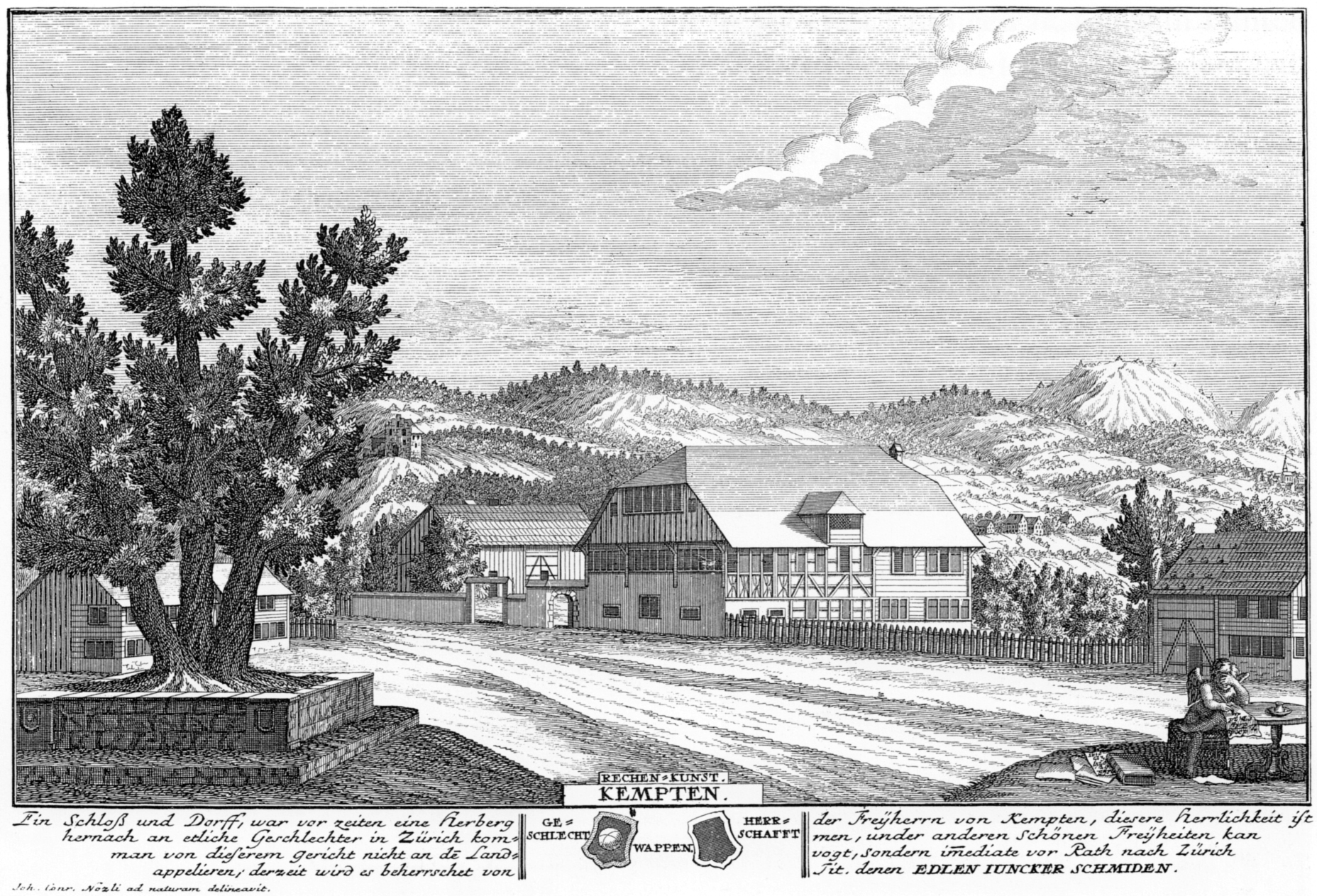
Burg Kempten

Die Mühle Kempten wird erstmals 1540 erwähnt. Zwei Rieter-Francis-Turbinen trieben einst die Mühle und später die Sägerei an. Der Mühlenhauptbau entstand 1807 nach einem Brand. Nach einem erneuten Feuer im Jahr 1987 und der folgenden Restauration präsentiert sich der Bau in der heutigen Form.
Der Gasthof zum Ochsen steht an der bedeutenden Wegkreuzung (Ochsenkreuzung) in Kempten, wo sich die Verbindungen Pfäffikon ZH–Hinwil–Rapperswil SG und Wetzikon–Bäretswil–Wald ZH schneiden. 1531 wurden, im Anschluss an das vom Zürcher Rat herausgegebene Sittenmandat, vom Landvogteiamt und Amtsgericht Grüningen ZH drei Wirtshäuser für die Gegend von Wetzikon bestimmt, darunter eines zu Kempten, des Zanggers Haus. Im Jahre 1583 bestätigte der Rat in Zürich diese Wirtshäuser und bezeichnete jenes in Kempten als «Ochsen».
1884 wurde die Freiwillige Feuerwehr Kempten im Restaurant Metzg gegründet. Von den 27 Gründungsmitgliedern waren 17 als Sticker oder Stickermeister tätig. Um die Jahrhundertwende erlebte der Stickereiberuf eine ungeahnte Blüte. Die Produkte fanden in der ganzen Welt Absatz. Bis zur Vereinsgründung war das Feuerwehrwesen in Kempten in einem schlechten Zustand. Die Gerätschaften wurden in den Scheunen um den Ochsen herum gelagert. Im unteren Dorfteil fehlte das Löschwasser. Nach jahrelangem Streit um den Standort beschlossen die Zivilgemeinden Kempten und Kempten Burg, das heutige Feuerwehrhaus zu bauen. Als zudem noch um 1900 herum die Wetziker Wasserversorgung ausgebaut wurde, war auch der Löschwassermangel dank den neuen Hydranten behoben. Bis zum Jahr 1913 war die Freiwillige Feuerwehr eigenständig. Auf Beschluss der Wetziker Gemeindeversammlung hin gingen die den Zivilgemeinden gehörenden Lokale und Gerätschaften entschädigungslos an die politische Gemeinde Wetzikon über.
1903 nahm die Wetzikon-Meilen-Bahn den Betrieb zwischen dem Zürcher Oberland und dem Zürichsee auf. Obschon die Bahn gut frequentiert war, gelang es nicht, die erforderlichen Erneuerungen durchzuführen. Bereits 1931 musste das kurze Teilstück von Meilen SBB zur Schiffstation eingestellt werden, gefolgt von der Strecke Kempten–Wetzikon SBB, welche 1939 auf Bus umgestellt wurde. 1946 beschloss dann das Zürcher Stimmvolk, die drei Oberländer Bahnen UOeB, UeBB und WMB auf Bus umzustellen.
Der Chämptnerbach entspringt im Gebiet des Allmen oberhalb Bäretswil, durchfliesst Kempten und das Ausliker Ried und mündet als einziger Zufluss in den Pfäffikersee. Während der Hochwasserereignisse 1977 und 1984 führte der Bach beträchtliche Geschiebe- und Treibholzmengen mit sich und löste grosse Überschwemmungen aus.

## Kultur und Sehenswürdigkeiten

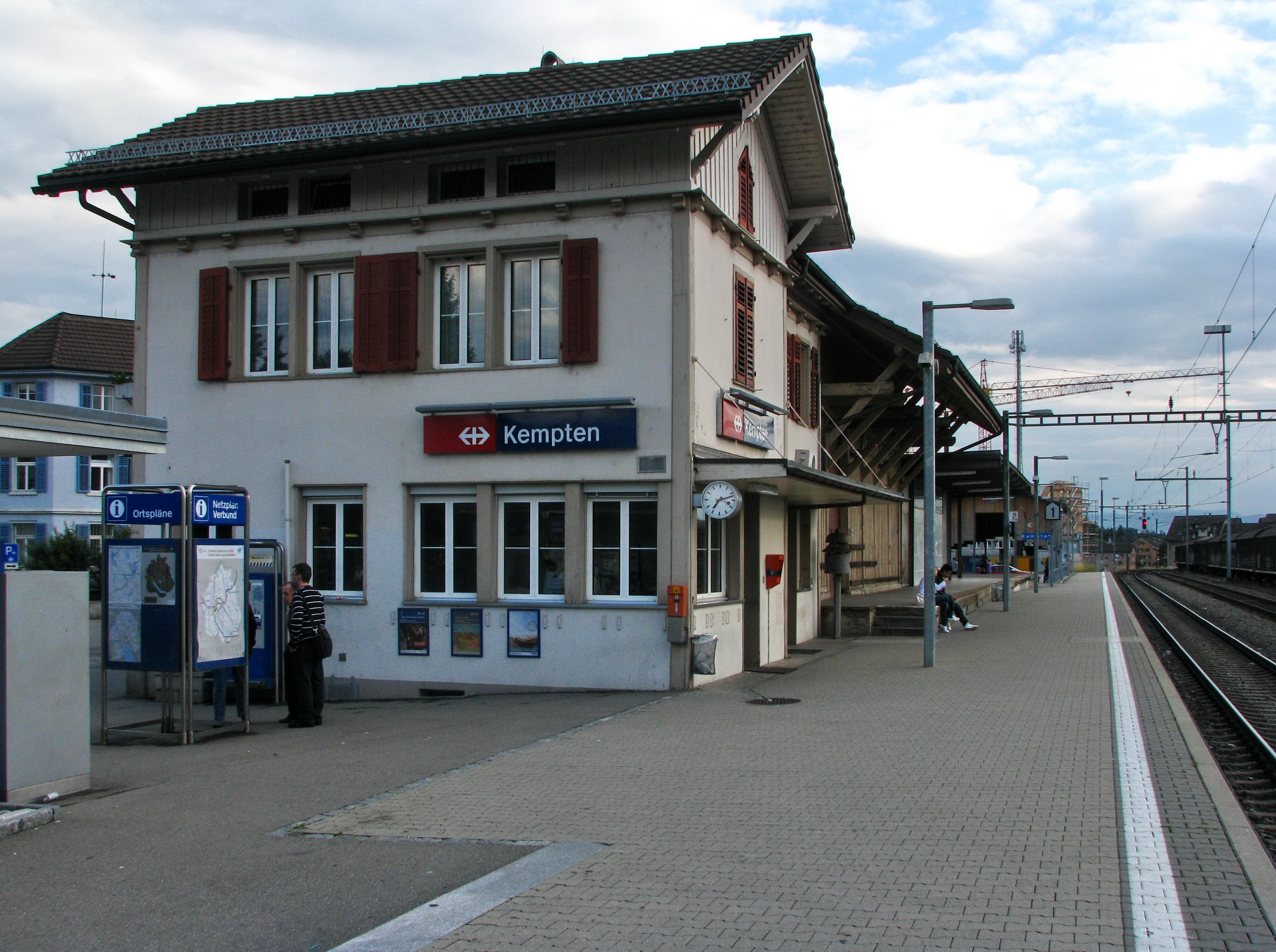
Bahnhof Kempten

## Verkehr
Kempten verfügt über einen eigenen Bahnhof, der durch die S 3 (Bülach –) Hardbrücke – Zürich HB – Stadelhofen – Effretikon – Wetzikon  der S-Bahn Zürich im Halbstundentakt bedient wird.
Beim «Ochsenkreisel» kreuzen sich die Hauptstrassen Rapperswil-Hinwil-Winterthur durch das Kempttal und Wetzikon-Bäretswil Bauma vom Glatt- ins Tösstal.